# Atletismo nos Jogos Olímpicos de Verão de 2008 - Salto com vara feminino
A competição do Salto com vara feminino dos Jogos Olímpicos de Verão de 2008, foi realizada nos dias 16 e 18 de Agosto no Estádio Nacional de Pequim. A russa Yelena Isinbaeva ficou com a medalha de ouro e estabeleceu um novo recorde mundial com a marca de 5,05 m. A brasileira Fabiana Murer não teve um bom desempenho e acabou sendo prejudicada por uma confusão da organização que perdeu uma de suas varas, encontradas mais tarde entre o material das atletas que foram eliminadas na fase qualificatória.

## Medalhistas
| Ouro   | RUS Yelena Isinbayeva   |
| Prata  | USA Jennifer Stuczynski |
| Bronze | RUS Svetlana Feofanova  |

## Recordes
Antes desta prova, os recordes mundial e olímpico eram:
| Mundial  | Yelena Isinbayeva (RUS) | 5,04 m | Mónaco         | 29 de Julho 2008  |
| Olímpico | Yelena Isinbayeva (RUS) | 4,91 m | Atenas, Grécia | 24 de Agosto 2004 |

Nesta competição foi estabelecido um novo recorde mundial e olímpico:
| Data         | Etapa | Atleta            | Marca  | OR | WR |
| ------------ | ----- | ----------------- | ------ | -- | -- |
| 18 de Agosto | Final | Yelena Isinbayeva | 5,05 m | OR | WR |

## Calendário
| Agosto                 | Agosto | 6 | 7 | 8 | 9 | 10 | 11 | 12 | 13 | 14 | 15 | 16 | 17 | 18 | 19 | 20 | 21 | 22 | 23 | 24 |
| ---------------------- | ------ | - | - | - | - | -- | -- | -- | -- | -- | -- | -- | -- | -- | -- | -- | -- | -- | -- | -- |
| Salto c/ vara feminino |        |   |   |   |   |    |    |    |    |    |    | Q  |    | F  |    |    |    |    |    |    |

|  | Dia de competição |  | Dia de final |

## Resultados

### Final
| Pos | Nome                  | País | 4.30 | 4.45 | 4.55 | 4.65 | 4.70 | 4.75 | 4.80 | 4.85 | 4.90 | 4.95 | 5.00 | 5.05 | Resultado | Obs |
| --- | --------------------- | ---- | ---- | ---- | ---- | ---- | ---- | ---- | ---- | ---- | ---- | ---- | ---- | ---- | --------- | --- |
|     | Yelena Isinbayeva     | RUS  | -    | -    | -    | -    | o    | -    | -    | o    | -    | xxo  | -    | xxo  | 5.05      | WR  |
|     | Jennifer Stuczynski   | USA  | -    | -    | o    | -    | o    | xo   | o    | -    | xxx  |      |      |      | 4.80      |     |
|     | Svetlana Feofanova    | RUS  | -    | o    | o    | xo   | -    | o    | xxx  |      |      |      |      |      | 4.75      | =SB |
| 4   | Yulia Golubchikova    | RUS  | -    | o    | o    | xo   | o    | xo   | xxx  |      |      |      |      |      | 4.75      | PB  |
| 5   | Monika Pyrek          | POL  | -    | o    | o    | o    | xo   | xxx  |      |      |      |      |      |      | 4.70      |     |
| 6   | Carolin Tamara Hingst | GER  | o    | o    | o    | xxo  | xxx  |      |      |      |      |      |      |      | 4.65      | SB  |
| 7   | Silke Spiegelburg     | GER  | x    | xo   | o    | xxo  | xxx  |      |      |      |      |      |      |      | 4.65      |     |
| 8   | April Steiner-Bennett | USA  | o    | o    | o    | xxx  |      |      |      |      |      |      |      |      | 4.55      |     |
| 9   | Vanessa Boslak        | FRA  | o    | o    | xo   | xxx  |      |      |      |      |      |      |      |      | 4.55      | SB  |
| 10  | Fabiana Murer         | BRA  | -    | o    | -    | xxx  |      |      |      |      |      |      |      |      | 4.45      |     |
| 11  | Anna Rogowska         | POL  | -    | o    | xxx  |      |      |      |      |      |      |      |      |      | 4.45      |     |
| 12  | Shuying Gao           | CHN  | o    | xxo  | xxx  |      |      |      |      |      |      |      |      |      | 4.45      |     |

### Qualificatória
As 36 atletas na disputa das Olimpíadas, passaram por uma fase qialificatória divididas em dois grupos, onde se classificava quem atingisse o limite obrigatório de 4,50 m ou um número máximo de 12 atletas mais bem colocadas.
| Pos | Nome                    | País | 4.00 | 4.15 | 4.30 | 4.40 | 4.50 | 4.60 | Resultado |
| --- | ----------------------- | ---- | ---- | ---- | ---- | ---- | ---- | ---- | --------- |
| 1   | Yelena Isinbayeva       | RUS  |      |      |      |      |      | o    | 4.60      |
| 2   | Shuying Gao             | CHN  |      |      | o    | o    | o    |      | 4.50      |
| 3   | Svetlana Feofanova      | RUS  |      |      |      | xo   | o    |      | 4.50      |
| 4   | April Steiner           | USA  |      |      |      | o    | xo   |      | 4.50      |
| 5   | Monika Pyrek            | POL  |      |      |      | o    | xo   |      | 4.50      |
| 6   | Carolin Hingst          | GER  |      | o    | xo   | o    | xo   |      | 4.50      |
| 7   | Naroa Agirre            | ESP  | o    | o    | o    | xo   | xxx  |      | 4.40      |
| 8   | Nastja Ryjikh-Reiberger | GER  |      | o    | xo   | xo   | xxx  |      | 4.40      |
| 9   | Sandra-Helena Tavares   | POR  | o    | xo   | xo   | xxx  |      |      | 4.30      |
| 10  | Joanna Piwowarska       | POL  | xo   | o    | xo   | xxx  |      |      | 4.30      |
| 11  | Afrodíti Skafída        | GRE  |      | xo   | xo   | xxx  |      |      | 4.30      |
| 12  | Marion Buisson          | FRA  | o    | o    | xxx  |      |      |      | 4.15      |
| 13  | Yarisley Silva          | CUB  |      | xxo  | xxx  |      |      |      | 4.15      |
| 14  | Natalya Kushch          | UKR  |      | xxo  |      | xxx  |      |      | 4.15      |
| 15  | Ling Li                 | CHN  |      | xxo  |      | xxx  |      |      | 4.15      |
| 16  | Alejandra García        | ARG  | xxo  | xxo  | xxx  |      |      |      | 4.15      |
| 17  | Vanessa Vandy           | FIN  | xo   | xxx  |      |      |      |      | 4.00      |
| 18  | Leila Ben Youssef       | TUN  | xo   | xxx  |      |      |      |      | 4.00      |

| Pos | Nome                   | País | 4.00 | 4.15 | 4.30 | 4.40 | 4.50 | Resultado |
| --- | ---------------------- | ---- | ---- | ---- | ---- | ---- | ---- | --------- |
| 1   | Jennifer Stuczynski    | USA  |      |      |      | o    |      | 4.50      |
| 2   | Fabiana Murer          | BRA  |      |      |      | o    | o    | 4.50      |
| 3   | Vanessa Boslak         | FRA  |      | o    | o    | o    | o    | 4.50      |
| 4   | Anna Rogowska          | POL  |      |      |      | o    | xo   | 4.50      |
| 5   | Yuliya Golubchikova    | RUS  |      |      | o    | xo   | xo   | 4.50      |
| 6   | Silke Spiegelburg      | GER  |      |      | xxo  | o    | xo   | 4.50      |
| 7   | Kate Dennison          | GBR  | xo   | xo   | xo   | xxo  | xxx  | 4.40      |
| 8   | Alana Boyd             | AUS  |      |      | o    | xxx  |      | 4.30      |
| 9   | Roslinda Samsu         | MAS  | o    | xo   | xo   | xxx  |      | 4.30      |
| 10  | Kelsey Hendry          | CAN  |      |      | xo   | xxx  |      | 4.30      |
| 11  | Nicole Büchler         | SUI  | xxo  | o    | xxo  | xxx  |      | 4.30      |
| 12  | Thórey Edda Elisdóttir | ISL  |      | o    | xxx  |      |      | 4.15      |
| 13  | Yang Zhou              | CHN  | xo   | o    | xxx  |      |      | 4.15      |
| 14  | Krisztina Molnár       | HUN  | xxo  | o    |      | xxx  |      | 4.15      |
| 15  | Nikoléta Kiriakopoúlou | GRE  | xxo  | o    | xxx  |      |      | 4.15      |
| 16  | Anna Fitídou           | CYP  | xxo  | xxx  |      |      |      | 4.00      |
| 17  | Katerina Badurová      | CZE  |      |      |      |      |      | NM        |
| 18  | Erica Bartolina        | USA  |      |      |      |      |      | NM        |

Legenda
| Recorde mundial      | Recorde mundial (World record)               |                       | Recorde africano                      | Recorde africano (African) |                                           | Q | Classificado por posição (Qualified) |
| Recorde olímpico     | Recorde olímpico (Olympic record)            | Recorde da América    | Recorde da América (Americas)         | q                          | Classificado por melhor tempo (Qualified) |   |                                      |
| Melhor marca do ano  | Melhor marca do ano (World leading)          | Recorde asiático      | Recorde asiático (Asian)              | DNS                        | Não largou (Did not start)                |   |                                      |
| Recorde nacional     | Recorde nacional (National record)           | Recorde europeu       | Recorde europeu (European)            | DNF                        | Não terminou (Did not finish)             |   |                                      |
| Recorde pessoal      | Recorde pessoal do atleta (Personal best)    | Recorde da Oceania    | Recorde da Oceania (Oceania)          | DSQ / DQ                   | Desclassificado (Disqualified)            |   |                                      |
| Recorde da temporada | Recorde da temporada do atleta (Season best) | Recorde sul-americano | Recorde sul-americano (South America) | NM                         | Sem marca (No mark)                       |   |                                      |